# Biophilie
Der Begriff Biophilie (altgriech. bios „Leben“ und philia „Liebe“) wurde terminologisch von Erich Fromm in Die Seele des Menschen (1964) im Kontext seiner Charakterologie und Ethik eingeführt und bedeutet „Liebe zum Leben“ oder „Liebe zu Lebendigem“. Unabhängig von Fromm entwickelte der Soziobiologe Edward O. Wilson in seinem Buch Biophilia (1984) die Biophilie-Hypothese.

## Die biophile Charakterorientierung nach Fromm

### Entwicklung des Begriffes
In Die Seele des Menschen erweiterte Erich Fromm seine in Psychoanalyse und Ethik (1947) entwickelte Charakterologie um die Beschreibung des biophil ausgerichteten Wachstumssyndroms und des nekrophil orientierten Verfallssyndroms. Damit sollte erklärt werden, dass „zu einer biophil-produktiven bzw. nekrophil-nicht-produktiven Orientierung bestimmte Komponenten gehören, die mit zunehmender Stärke der produktiven bzw. nicht-produktiven Ausrichtung konvergieren.“ Daneben fügte Erich Fromm der in Psychoanalyse und Ethik vorgenommenen Unterscheidung verschiedener nicht-produktiver Charakterorientierungen noch die einer nekrophilen Charakterorientierung hinzu, die er in Anatomie der menschlichen Destruktivität (1973) noch weiter ausführte. Seine Kennzeichnung der produktiven Charakterorientierung erweiterte er dahingehend, dass sie „die volle Entfaltung der Biophilie“ sei.

### Definition nach Fromm
Erich Fromm definiert die Biophilie wie folgt:

„Die Biophilie ist die leidenschaftliche Liebe zum Leben und allem Lebendigen; sie ist der Wunsch, das Wachstum zu fördern, ob es sich nun um einen Menschen, eine Pflanze, eine Idee oder eine soziale Gruppe handelt.“

Neben weiteren, damit zusammenhängenden Eigenschaften hat der biophile Mensch „Freude am Leben und allen seinen Manifestationen.“
Der Biophile hat einen bestimmten Bezug zur Welt:

„Er möchte formen und durch Liebe, Vernunft und Beispiel seinen Einfluß geltend machen – nicht durch Gewalt und dadurch, daß er auf bürokratische Weise die Menschen behandelt, als ob es sich um tote Gegenstände handelte.“

### Die biophile Ethik
In Die Seele des Menschen und Anatomie der menschlichen Destruktivität beschreibt Fromm auch das Prinzip einer biophilen Ethik:

„Gut ist alles, was dem Leben dient; böse ist alles, was dem Tod dient. Gut ist die Ehrfurcht vor dem Leben, alles, was dem Leben, dem Wachstum, der Entfaltung förderlich ist. Böse ist alles, was das Leben erstickt, einengt und alles, was es zerstückelt.“

Fromm greift hier eine Formulierung von Albert Schweitzer auf, der in Kultur und Ethik (1923) schrieb: „Gut ist, Leben erhalten und Leben fördern; böse ist, Leben vernichten und Leben hemmen“ und dies als das „Grundprinzip des Sittlichen“ auffasste. Auch wenn sich bei Erich Fromm in Die Seele des Menschen kaum systematische Überlegungen zur Ethik finden lassen und der Bezug der biophilen Ethik zu der in Psychoanalyse und Ethik entwickelten humanistischen Ethik ungeklärt bleibt, so wurde doch zwischen beiden Konzeptionen eine Kontinuität angenommen. So schrieb etwa Rainer Funk, der Nachlassverwalter von Erich Fromm, in seiner Dissertation, dass „humanistische Ethik mit ‚biophiler Ethik‘ identisch“ sei. Später hat Funk diese Position jedoch revidiert und mit Verweis auf die Arbeiten von Richard F. Runge zugestanden, dass Fromms Biophilie-Konzept den für ihn in seinen früheren Schriften so typischen Anthropozentrismus implizit transzendiere. Runge sieht in der Spannung von humanistischer und biophiler Ethik im Werk von Fromm die Abbildung einer Spannung von selbst- und umweltbezogenen Tugenden im tugendhaften Akteur selbst, die jedoch eine letztlich produktive Dynamik entfalten könne. Der Begriff der biophilen Ethik wurde einige Jahrzehnte nach Fromm auch von Rupert Lay in Ethik für Manager (1991) aufgegriffen, wobei er ihn allerdings von seiner Einbettung in Fromms Charakterologie löste und die biozentrische Perspektive bei ihm nicht ausformuliert wird. So lautet sein Biophilie-Postulat: „Handle stets so, daß du das personale Leben in deiner Person als auch in der Person eines jeden anderen Menschen eher mehrst denn minderst.“ Orientierungen, Einstellungen, Interessen, Erwartungen, Entscheidungen und Handlungen seien nach Lay „genau dann biophil, wenn sie eigenes und/oder fremdes personales Leben eher mehren denn mindern.“

### Zusammenhang
Das Gegenteil der Biophilie ist nach Fromms Verständnis die Nekrophilie. „Um Missverständnisse zu vermeiden“, weist Fromm darauf hin, dass „viele Menschen eine Mischung von nekrophilen und biophilen Neigungen“ seien, und „der Konflikt zwischen beiden oft die Quelle einer produktiven Entwicklung“ sei. Es gibt dennoch extreme Ausprägungen; so sei beim nekrophilen Charakter der dominante Charakterzug die Nekrophilie.
Fromm grenzt das Begriffspaar Biophilie – Nekrophilie von den Begriffen Lebenstrieb – Todestrieb der freudschen Psychoanalyse ab. In der Psychoanalyse Freuds seien Fromm zufolge „beide Tendenzen [...] gleichrangig“.
Jedoch ist die Nekrophilie nach Fromms Ansicht als „psychopathologisches Phänomen anzusehen“, da sie „notwendigerweise als Folge eines gehemmten Wachstums, einer seelischen Verkrüppelung“ auftritt:

„Die Destruktivität ist der Biophilie nicht parallel, sondern sie ist ihre Alternative. Die Liebe zum Leben oder die Liebe zum Toten ist die fundamentale Alternative, mit der jedes menschliche Wesen konfrontiert ist. Die Nekrophilie wächst in dem Maße, wie die Entwicklung der Biophilie am Wachstum gehemmt wird. Der Mensch ist biologisch mit der Fähigkeit zur Biophilie ausgestattet, psychologisch aber hat er als Alternativlösung das Potenzial zur Nekrophilie.“

## Biophilie-Hypothese von Wilson
Die Biophilie-Hypothese ist eine aus evolutionsbiologischer Perspektive formulierte Theorie von Edward O. Wilson, die er zuerst in seinem Buch Biophilia und später unter anderem mit Stephen Kellert in The Biophilia Hypothesis (1993) ausführte. Da Wilson Erich Fromm nicht zitiert, ist unklar, ob er seine Theorien gekannt hat. Wilson definiert Biophilie als „the innate tendency to focus on life and lifelike processes“. Im Laufe der Evolution habe sich „eine Affinität von Menschen zu den vielen Formen des Lebens und zu den Habitaten und Ökosystemen entwickelt […], die Leben ermöglichen.“ Es wurde auch versucht, die Biophilie-Hypothese zum Ausgangspunkt umweltethischer Überlegungen zu machen. So schreibt Wilson etwa von einer Conservation Ethic, nach der das Leben und die Artenvielfalt bewahrt und geschützt werden solle.